# Zolocivka, Zolociv
Zolocivka (în ucraineană Золочівка) este un sat în comuna Strutîn din raionul Zolociv, regiunea Liov, Ucraina.

## Demografie
Componența lingvistică a localității Zolocivka
     Ucraineană (99,46%)
     Alte limbi (0,36%)
Conform recensământului din 2001, majoritatea populației localității Zolocivka era vorbitoare de ucraineană (99,46%), existând în minoritate și vorbitori de alte limbi.